# Colin McRae Rally (videojuego)
Colin McRae Rally es un videojuego de carreras desarrollado y publicado por Codemasters para PlayStation, Microsoft Windows y Game Boy Color. Cuenta con 8 coches oficiales (y sus pilotos) y rallies de la temporada Campeonato Mundial de Rally de 1998, además de 4 coches extra. El Subaru Impreza de Colin McRae fue la figura en la portada del juego. Es el primer título de la serie Colin McRae Rally
Las ventas se dispararon y la secuela Colin McRae Rally 2.0 se lanzó en diciembre de 2000.

## Jugabilidad

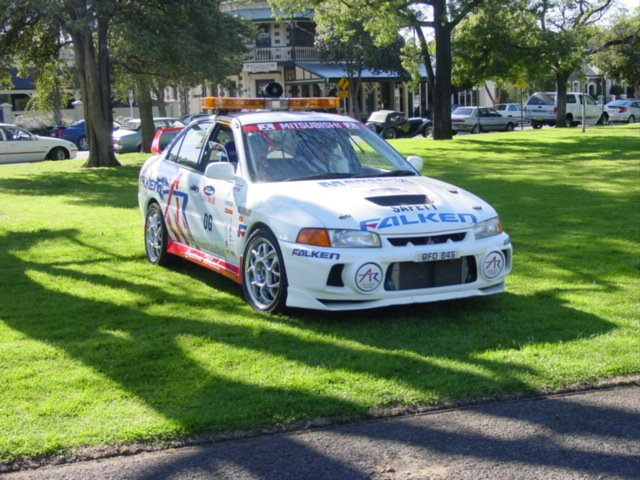
Un Mitsubishi Lancer Evolution IV Grupo A coche de rally, en la etapa 1 del Rally de Nueva Zelanda.

Colin McRae Rally es un juego de simulación de rally, que presenta los autos inscritos y los rallyes del Campeonato Mundial de Rally 1998. Hay tres modos de dificultad en el juego, y cada modo ofrece coches diferentes: el modo Novato ofrece coches de clase FWD F2, como el SEAT Ibiza F2 Kit Car, el modo intermedio ofrece 4WD World Rally Car coches de clase, como el Subaru Impreza WRC, y el modo Experto ofrece la posibilidad de desbloquear coches de bonificación, como Ford Escort MKII, Lancia Delta Integrale , Audi Quattro S1 y Ford RS200. Hay un total de 12 coches, producidos mediante modelado láser. Cuando se lanzó en Norteamérica en 2000, solo aparecieron 11 automóviles debido a que Codemasters perdió la licencia para usar Renault en modo novato. Renault fue reemplazado por conductores adicionales de los 3 fabricantes restantes. También a diferencia del lanzamiento europeo del juego (nombres de conductores reales), el lanzamiento estadounidense tiene nombres de conductores inventados (aparte de Colin McRae).
Siete rallyes oficiales (Nueva Zelanda, Acrópolis (Grecia), Australia, Monte Carlo, Suecia, Córcega, y el  Reino Unido), y un rally no oficial (Indonesia) del WRC se incluyeron en el juego. El Rally de Indonesia era originalmente parte del calendario de la temporada 1998 WRC, pero el rally fue cancelado debido a disturbios civiles. Although the rallies themselves are named the same as the real events, all of the stages are fictional.
Cuando el juego fue relanzado en la etiqueta de presupuesto "Value Series" de PlayStation en 2000, Rally Monte Carlo pasó a llamarse Rally Austria. En la pantalla de carga de cada rally, 2000 reemplazó al año 1998. La introducción se cortó en la versión amarilla de los Superventas. También se eliminaron los logotipos amarillos del automóvil Subaru Impreza. También se nota en la portada y se puede ver en las capturas de pantalla de la contraportada.
Aunque no hay un multijugador basado en Internet, el juego cuenta con un multijugador basado en LAN, lo que permite que hasta 8 conductores, en la misma red, compitan a la vez, además de un modo de pantalla dividida para 2 jugadores.

## Etapas
El juego contiene etapas en ocho países:
Nueva Zelanda: (grava y barro)
Grecia: (grava)
Mónaco: (nieve y asfalto)
Australia: (grava y asfalto)
Suecia: (nieve y hielo)
Córcega: (asfalto)
Indonesia: (grava, barro y asfalto)
Reino Unido: (grava, nieve, barro y asfalto).
La versión para PC también incluye cuatro pistas desbloqueables que no se atribuyen a lugares del mundo real.

## Contrincantes
Aparte de Colin McRae a sí mismo, esta primera edición del juego ofrece tanto conductores de ficción como de la vida real. Destacado del mundo real son los conductores Didier Auriol, Philippe Bugalski, Richard Burns, Juha Kankkunen, Piero Liatti, Alister McRae, Colin McRae, Harri Rovanperä, Carlos Sainz, Bruno Thiry, Oriol Gómez y Kenneth Backlund en el lugar de Tommi Mäkinen; (Los Shaggys) que tiene su propio juego de rally.
A su vez, se pueden encontrar los siguientes pilotos ficticios:

## Coches
Al principio del juego tendremos disponibles 4 vehículos:
- Mitsubishi Lancer Evolution 4
- Toyota Corolla WRC
- Ford Escort WRC
- Subaru Impreza

A su vez, mientras avanzemos en el juego, iremos desbloqueando los siguientes coches:
- Renault Maxi Mégane
- SEAT Ibiza II Kit Car
- Golf GTI Kit Car
- Toyota Celica GT-Four
- Ford Escort MK II
- Skoda Felicia Kit Car
- Audi Quattro S1
- Ford RS200
- Lancia Delta HF Integrale

Hay un automóvil oculto que solo se puede obtener ingresando el código "HIPPO" en la entrada del nombre de usuario.
- Millennium 4 Rallye Special

Se trata de un coche inexistente (Concepto) creado por los desarrolladores.

## Desarrollo
Codemasters ha citado el juego arcade Sega Rally como una fuerte influencia en Colin McRae Rally. Otras influencias incluyeron el juego Screamer Rally para PC y el juego Wave Race 64 para Nintendo 64. Inicialmente, la compañía tenía algunas reservas sobre la viabilidad de un simulador de rally realista, ya que los juegos similares de la época como V-Rally solo se basan libremente en el deporte, siendo esencialmente carreras cara a cara. juegos en un entorno de rally similar a rallycross; un modo arcade de este tipo se introduciría más tarde en Colin McRae Rally 2.0. Eventualmente vieron el potencial después de algunas pruebas de juego tempranas con competencias improvisadas dentro del equipo a través de una construcción inicial del prototipo del juego, lo que llevó al equipo a pasar al desarrollo completo.
Además de proporcionar información técnica sobre el manejo del juego, Colin McRae y su copiloto Nicky Grist se expresaron en el juego, con el propio McRae sirviendo como instructor de Rally School para el modo tutorial del juego.
El juego también incluía un huevo de Pascua en forma de escena de abducción alienígena en la que el coche del jugador se transporta hacia arriba en un barco en ciertas etapas especiales al activar un código de trampa, parodiando el presunto secuestro de Barney y Betty Hill por extraterrestres en 1961.

## Recepción
En el festival Milia de 1999 en Cannes, "Colin McRae Rally" se llevó a casa un premio "Oro" por ingresos superiores a 30 millones de euros en la Unión Europea durante el año anterior. A finales de 2002, sus ventas globales habían alcanzado los 4 millones de copias. El juego fue un éxito de ventas en el Reino Unido.
Colin McRae Rally recibió críticas "favorables" en ambas plataformas según el sitio web de agregación de reseñas GameRankings. Edge elogió la simulación auténtica de la versión PS, pero comentó que a veces se producían fallas gráficas. Game Revolution criticó los gráficos de la misma versión de consola, la falta de música y la voz del copiloto, pero elogió su variación de pistas y su jugabilidad. GameSpot fueron mucho menos positivos, elogiaron la experiencia de conducción de la versión para PC, pero criticaron el procedimiento de configuración del automóvil, la duración de las etapas y el modelo de daños. Fueron aún menos positivos sobre el port para PlayStation, criticando su falta de originalidad. IGN se dividieron, elogiando la naturaleza basada en habilidades de la versión para PlayStation y su fuerte simulación, pero también criticando la versión para PC por ser menos emocionante que los juegos tradicionales. Official UK PlayStation Magazine elogió los gráficos y la variedad del juego, y dijo que "empujó los límites del corredor todoterreno a algún lugar cercano a las alturas de Gran Turismo".